# Provincia de Pasto (Cauca)
La provincia de Pasto fue una de las provincias del Estado Soberano del Cauca y del departamento del Cauca (Colombia). Fue creada por medio de la ley del 15 de junio de 1857 y ratificada por medio de la ley 81 del 11 de octubre de 1859, a partir del territorio de la provincia neogranadina de Pasto. Tuvo por cabecera a la ciudad de Pasto. La provincia comprendía el territorio de las actuales regiones nariñenses de Pasto y Juanambú.

## Geografía

### Límites
La provincia de Pasto en 1859 limitaba al sur con la de Túquerres; al oriente con la cima de la cordillera Oriental hasta el ramo de cordillera llamado de Puruguai; de allí por las cabeceras del riachuelo de las Cruces hasta su confluencia con el Mayo, y por las aguas de este río hasta su unión con el Patía que eran sus límites del norte; por el occidente el curso de este río hasta su confluencia con el Guáitara.

### División territorial
En 1876 la provincia comprendía los distritos de Pasto (capital), Buesaco, Consacá, Florida, Funes, Libertad, Mosquera, Peñol, Santander, Tambo, Taminango, Tangua, Unión y Yacuanquer.
En 1905 la provincia comprendía los distritos de Pasto (capital), Buesaco, Consacá, Florida, Funes, Sandoná, Tambo, Tangua y Yacuanquer.